# Вознесенская церковь (Завязка)
Вознесенская церковь (церковь Вознесения Господня) — утраченный православный храм в слободе Завязка Области Войска Донского (ныне село Завязка Волгоградской области).

## История
Церковь была построена в 1803 году стараниями помещика — полковника Андрея Федоровича Мелентьева, а также на средства прихожан. Была она деревянная с такой же колокольней, крытые тесом. Крровля была окрашена ярью, ограда вокруг церкви также была деревянная. Престол в храме был один — во имя Вознесения
Церковный причт состоял из священника, дьякона, дьячка и пономаря. с 1808 года священником служил Никифор Иванович Троеновский. В 1811 году, из-за увеличившегося числа прихожан, в штат храма были добавлены — священник, дьячок и пономарь. Других зданий, принадлежащих церкви не было.
Расстоянием от Вознесенской церкви до консистории — 460 верст, до местного благочинного — 76 верст. Ближайшие к храму: молитвенный дом в слободе Семёновка — в 7 верстах, а также Троицкая церковь станицы Филоновской — в 35 верстах. Существовал приписной к храму молитвенный дом, неизвестно когда построенный из дерева на средства жителей слободы Высокодубровской. В 1832 году по указу Хоперского духовного правления молитвенный дом был отремонтирован и покрыт тесом. Престола, колокольни и ограды вокруг дома не было.
Вознесенская церковь после выселения крестьян стала достоянием хутора с новым названием Завязинский, заселённого уже казаками. Священником церкви с 1839 года был Василий Савинович Добромиров. Вследствие ветхости, в 1873 году, здание церкви было перестроено, а в 1887 году в ночь с 5 на 6 сентября храм сгорел от неизвестной причины. В следующем году жители хутора устроили на старом фундаменте новую деревянную пятиглавую церковь.
В советское время, в 1931 году, храм был закрыт и впоследствии разобран — из его материала сделали сельский клуб. После распада СССР, в 2014 году в селе был открыт молитвенный дом. 21 мая 2015 года, в селе Завязка торжественно был отмечен престольный праздник — Вознесения Господня, в котором приняли участие как местные жители, так и жители соседней станицы Преображенской. Молитвенный дом создавался при поддержке настоятеля храма Преображения Господня станицы Преображенской — иерея Константина Кутепова.